# Paradysderina thayerae
Espèce
Paradysderina thayerae est une espèce d'araignées aranéomorphes de la famille des Oonopidae.

## Distribution
Cette espèce est endémique de la région de Huánuco au Pérou,. Elle se rencontre dans la Cueva de las Lechuzas vers 660 m d'altitude dans le parc national Tingo María.

## Description
Le mâle holotype mesure 1,44 mm et la femelle 1,58 mm.

## Étymologie
Cette espèce est nommée en l'honneur de Margaret Kathryn Thayer.

## Publication originale
- Platnick & Dupérré, 2011 : The Andean goblin spiders of the new genera Paradysderina and Semidysderina (Araneae, Oonopidae). Bulletin of the American Museum of Natural History, no 364, p. 1-121 (texte intégral).